# Pepsi
Pepsi este o băutură răcoritoare carbogazoasă, produsă și îmbuteliată de compania PepsiCo. Este vândută în magazine, restaurante și automate. Băutura a fost produsă pentru prima dată în anii 1890 de către farmacistul Caleb Bradham în New Bern, Carolina de Nord. Pepsi Cola a fost înregistrată ca marcă comercială pe 16 iunie 1903. Au fost mai multe variante de Pepsi produse de-a lungul timpului, printre care: Diet Pepsi, Crystal Pepsi, Pepsi Twist, Pepsi Max, Pepsi Samba, Pepsi Blue, Pepsi Gold, Pepsi Holidaz Spice, Pepsi Jazz, Pepsi X (vândută în Finlanda și Brazilia), Pepsi Next (vândută în Japonia și Coreea de Sud) și Pepsi Ice Cucumber (vândută în Japonia începând cu data de 12 iunie 2007).

## Istorie

###### Creștere și popularitate
În timpul Marii Crize Economice, Pepsi a dobândit popularitate după introducerea sticlei de 10 uncii (aproximativ 283,49 grame). Vândută inițial cu 10 cenți, vânzările erau scăzute, dar când prețul a fost redus la doar 5 cenți, vânzările au crescut vertiginos. Cu sticle de 12 uncii (aprox. 340,20 grame) în loc de 6 uncii (aprox. 170,10 grame) cât aveau sticlele Coca Cola, Pepsi a schimbat diferența de preț, având și un spot publicitar radiofonic încurajând compararea prețurilor. În 1936, Pepsi a vândut 500 milioane de sticle, iar în perioada 1936-1938, Pepsi și-a dublat veniturile.
Succesul Pepsi sub Guth a survenit în timp ce afacerea Loft Candy șovăia.
În 1940 brandul a făcut istorie când primul jingle de publicitate a fost difuzat la nivel național. Jingle-ul era “Nickel Nickel”, o reclamă pentru Pepsi Cola care se referea la prețul Pepsi. Cântecul “Nickel Nickel” a devenit un hit și a fost înregistrat în 55 de limbi.
În 1965 Donald M. Kendall, președintele și directorul executiv al Pepsi-Cola a fondat PepsiCo, Inc. Produsele majore ale noii companii erau Pepsi-Cola Company – Pepsi-Cola (apărute în 1898), Pepsi Diet (1964) și Mountain Dew (introdus de Tip Corporation în 1948). 
În 1985 PepsiCo a devenit cea mai mare companie din industria băuturilor răcoritoare. 
Produsele Pepsi-Cola sunt disponibile în aproape 150 de țări și teritorii din întreaga lume.
De-a lungul timpului, Pepsi s-a bucurat de sprijinul unor cântăreți ca Lionel Richie și Tina Turner și actori precum Michael J. Fox.
În 1986 PepsiCo a achiziționat 7UP International.
În 2002 brandul Pepsi a dorit să dezvolte o altă imagine. Beyonce Knowles s-a alăturat familiei Pepsi și a realizat două reclame noi pentru Tv, radio și reclame pe internet.
În 2003, PepsiCo a creat PepsiCo International. Afacerea a unit toate unitățile producătoare de snacksuri, băuturi și mâncare, acest efort fiind menit să conducă spre o creștere mai accelerată și să îmbunătățească profitabilitatea din întreaga lume. Mai mult decât atât, marca Pepsi-Cola a sărbătorit 100 de ani.
În România, Pepsi a fost prima dată introdusă în 1966 și continuă să aibă o vizibilitate a brandului extrem de puternică (“Când spui Pepsi, toată lumea înțelege despre ce vorbești”), relevanta (“Orice ai face, bea Pepsi”) și stimata (“Pepsi își merită poziția de lider pe piață”). 
De la nașterea Pepsi, cu mai mult de un secol înainte, compania și-a păstrat reputația pentru reclamele inovatoare și creative. De la faimoasa reclamă “Nickel, Nickel” din 1939 la efectele vizuale spectaculoase din seriile “Gladiatorul”, Pepsi a fost mereu sinonimul creativității avangardiste.
Puțini oameni știu că Pepsi are o lungă istorie de promovare a brandurilor proprii cu ajutorul celebrităților, ceea ce compania a făcut, cu succes, chiar din 1922. După imaginile rock ale lui Pink, Beyonce și Britney în “Gladiatorul Pepsi”, căpitanul de fotbal a naționalei Angliei, David Beckham a intrat în arenă într-o reclamă all-star,în această versiune, Beckham conduce linia de artiști, gladiatori fotbaliști precum Roberto Carlos, Ronaldinho, Diego de Cuhna, Torres, Totti, Raul, Ricardo și Van der Vaart. 
În 2005 Pepsi Football s-a evidențiat cu o nouă reclamă, “Surf”, avându-i în centru pe David Beckham, Thierry Henry, Roberto Carlos, Raul Gonzales, Ronaldinho, Fernando Torres și Rafael Van Der Vaart.
În 2006, Pepsi a venit cu o nouă reclamă TV – “Pepsifest”, cu aceeași echipă de fotbal ca în “Gladiatorii”, dar i-au mai adăugat pe Crespo, Huth, Lampard și Nesta. 
Celebra Christina Aguilera a devenit, de asemenea, imaginea Pepsi Music în 2006. Gustul Spiritului Tânăr este comunicat prin intermediul tuturor inițiativelor și activităților Pepsi, introducând ideea de tinerețe, creativitate, modernitate, descoperire și putere, toate fiind întâlnite în propoziția “Dare for More” (Îndrăznește mai mult). 

### Adevărata Poveste: Pepsi vs Coca-Cola
Coca-Cola a fost întotdeauna o companie tradițională, care a pus foarte mare preț pe vechile valori familiale promovate în micile orașe din Statele Unite ale Americii. Formula acestei băuturi are numele de cod Merchandise 7x și a rămas aceeași încă din anul 1886 păzită sub cele mai înalte norme de securitate.
O cu totul altă imagine a promovat compania rivală: tinerii și neliniștiții de la Pepsi. Aceștia și-au propus sa devină brandul celor tineri și la modă. Au pătruns pe piață la sfârșitul anilor ’60 și cu toate că intrarea lor s-a făcut cu mare tam-tam, la sfârșitul anilor ’70 la o sticlă de Pepsi se vindeau două de Coca Cola.
În 1976 Pepsi a lansat o îndrăzneață și foarte bine gândită campanie numită: « The Pepsi Challenge ». în printurile acestei campanii erau aleși niște oamenii care erau rugați să facă un blând test între cele două băuturi: Pepsi și Cola. Reluat de mai multe ori acest test a dovedit că oamenii care au fost testați au preferat gustul Pepsi pentru că era mai dulce decât tradiționalul Coca Cola. Campania a avut un mare efect asupra vânzărilor companiei Pepsi astfel încât în anii ’80 se făcea din ce în ce mai mult un transfer de consumatori de la Coca-Cola la Pepsi. O problemă destul de serioasă pentru conducerea Coca-Cola, Roberto Goizueta, care în condițiile actuale era forțat să găsească o soluție rapidă și eficientă. 
Astfel, cei de la departamentul de R&D au găsit o nouă formulă care, la teste, a demonstrat că ar fi preferabilă celei existente pe piață.
Compania a investit 4 milioane de dolari în cercetări de piață. Aceste cercetări au durat 3 ani și au arătat ca dintr-un eșantion de 200.000 de oamenii mai mult de jumătate preferau gustul cel nou în locul celui vechi.
Pepsi și-a continuat evolutia atribuind și o imagine, un simbol campaniei lor. O imagine care să le dea strălucire și pe care au găsit-o în persoana celebrului cântăreț Michael Jackson, aflat în plină ascensiune la vremea respectivă. Energia lui de care dădea dovadă în concerte deborda tinerețe și inspira succes. Așa că: Pepsi pe lângă faptul că dăduseră lovitura cu noul gust, acum mai erau și susținuți de regele pop.
Anul 1985 a fost unul dramatic de-a dreptul pentru Coca-Cola, de la care toată lumea aștepta o reacție care să surprindă. Deși pe piața mondială, Coca-Cola se afla încă în fruntea clasamentului, în Statele Unite începea să piardă tot mai mult teren în fața celor de la Pepsi. Acesta a fost momentul în care Roberto Goizueta a decis să lanseze « Noua Coca-Cola ». Vechile sticle au fost retrase de pe piață și formula băuturii a fost înlocuită în mod oficial după 95 de ani de existență pe piață. 
Conducerea de la Pepsi au văzut această decizie ca o situație de panică în interiorul Coca-Cola. Și într-adevăr nu a avut nici pe jumătate succesul scontat. Cei 4 milioane de dolari cheltuiți pe cercetarea de piață au fost o investiție total neinspirată. Mai mult decât atât, nostalgici au înființat o asociație a vechilor consumatori care protestau împotriva faptului că băutura lor preferată a fost scoasă de pe piață. Asociația și-a atras în jur de 9000 de membri. Au existat cazuri când colecționarii de sticle de vin făceau rost pe sub mână de vechile sticle de Coca-Cola pe care le vindeau la un preț premium. 
După două luni de la lansare, compania a început să primească în jur de 1500 de reclamații pe zi din cauza noului gust de cola. Statistica a confirmat încă o dată faptul că decizia celor de la Coca-Cola a fost un gest total neinspirat, având în vedere că 70% dintre consumatori nu agreau noua Cola, iar 80% criticau aspru decizia schimbării. 
Opinia publică a învins într-un final și Goizueta a luat decizia să reintroducă binecunoscutul gust de Cola pe piață sub denumirea: «Classic Coke». Compania a pierdut o mulțime de clienți loiali, în timp ce Pepsi a câștigat un segment de piață de peste 5%. 
Pentru prima dată în istorie Pepsi a avut câștig de cauză în fața liderului pe piața de soft drink și ofensiva continuă, având în vedere noua campanie Pepsi.

## Primul început
În 1898, un farmacist din New Bern, Carolina de Nord, Caleb Bradham, se gândește să redenumească băutura răcoritoare carbogazoasă pe care o servea în farmacia sa „Brad's Drink”. Noul nume, Pepsi Cola este utilizat pentru prima dată pe 28 august. În 1902, Caleb depune o cerere de înregistrare pentru noua băutură la US Patent Office.
Rămas credincios profesiei sale de bază, el își făcea reclamă băuturii evidențiind caracteristicile curative ale acesteia? Ajută digestia și te înviorează!
În 1905, primul logo al companiei este înlocuit, pe măsură ce compania se dezvolta. Apar primele francize la Charlotte și Durnham. Dar noul logo nu avea să dureze decât un an, deoarece în 1906 el este schimbat cu unul care să ilustreze mai bine noul slogan: „The original Pure Food Drink” . Numărul fabricilor de îmbuteliere a ajuns la 15, vânzările de Pepsi-Cola însumând aproape 40,000 de galoane. În 1909 are loc debutul a ceea ce avea să devină o tradiție a reclamelor Pepsi: prima implicare a unei celebrități în promovarea băuturii răcoritoare. Primul, dintr-o serie ce avea să-i cuprindă apoi pe Michael Jackson, Shaquile O'Neal, Billy Cristall, Cindy Crawford, Shakira sau Britney Spears a fost pilotul de curse Barney Oldfield. El avea să apară într-un print cu tema „Delicioasă și sănătoasă”, ce avea să marcheze următoarele două decenii.
În 1920, sloganul Pepsi a devenit „Bea Pepsi, băutura care te satisface!”. Din păcate însă, Caleb Bradham a început să facă speculații cu prețul zahărului. Crezând că prețurile vor crește, el a cumpărat cantități uriașe, numai că până la sfârșitul anului prețul a scăzut la o zecime (de la 26 de cenți la numai 2 cenți). Astfel că, în 1923 compania Pepsi Cola este declarată falită și bunurile sale vândute companiei Craven Holding.

## Al doilea început
Roy C. Megarel, un broker de pe Wall Street cumpără marca și fabricile de la Craven Holding și, cu îngăduința lui Caleb, înființează în 1934 Pepsi Cola Corporation. Noua companie începe cu o politica agresivă de preț, vânzând sticla de 12 uncii cu cinci cenți, adică prețul cerut de concurență pentru sticla de 6 uncii. În 1939, diferența de preț era promovată preț în personajele unei benzi animate Pepsi & Pete, sub sloganul „De două ori mai mult pentru același preț” - Twice as much for a nickel . Anul următor, Pepsi intră în istoria publicității cu primul jingle publicitar: „Pepsi-Cola hits the spot/Twelve full ounces that's a lot/Twice as much for a nickel, too/Pepsi-Cola is the drink for you?” Nickel, Nickel a devenit un hit, fiind tradus în nu mai mult de 56 de țări.
Președintele companiei, Walter Mack adoptă sticla de 12 uncii standardizată cu sigla Pepsi maronie, cu noul logo cu literele mai rotunjite embosată direct pe sticlă. Pepsi va sponsoriza un concurs național de eseuri care, în final, va duce la angajarea lui Allen McKellar și a lui Jeanette Maund, printre primii angajați afro-americani într-o poziție superioară într-o mare corporație.
Pentru sprijinirea eforturilor de război americane, Pepsi schimbă culorile capacelor, adoptând astfel culorile care acum sunt tradiționale: alb, roșu și albastru. De asemenea, a înființat o cantină în Times Square care a funcționat pe toată perioada războiului, ajutând milioane de persoane să ia legătura cu soldații americani aflați în zonele de conflict. În 1943, strategia publicitară se modifică puțin, insistând pe beneficiile Pepsi: „Mai mult și mai bun!” - Bigger drink, better taste!
La finele războiului, zahărul devenise un produs foarte greu de găsit, de aceea, președintele Pepsi ia decizia de a achiziționa o plantație de trestie de zahăr în Cuba, decizie ce avea să se dovedească extrem de profitabilă. Tot în această perioadă, Pepsi începe să se extindă în America Latină.
În 1948 sediul corporației se mută din Long Island City, New York, în mijlocul Manhattan-ului. Anul următor, un nou slogan este adăugat campaniei „De două ori mai mult: De ce să accepți mai puțin, când Pepsi e cel mai bun”. Tot atunci, fostul Secretar de Stat pentru Comerț, Ron Brown a devenit primul afro-american care a apărut într-o reclamă comercială difuzată la nivel național. 

## Schimbarea conceptului
În 1951, Președinte și CEO al Pepsi devine Alfred N. Steel, iar soția sa, actrița Joan Crawford devine promotoare a imaginii Pepsi. Tot Steel este cel care schimbă ideea campaniei, punând acum accentul pe experiența oferită de Pepsi, mai degrabă decât pe avantajul de natură economică. Astfel, vechiul slogan „De două ori mai mult” devine acum „Mai multă energie într-o uncie” - More bounce to the ounce . După euforia de după terminarea războiului, americanii au devenit mai conștienți de problemele de nutriție și mai atenți cu caloriile. Astfel că Pepsi răspunde consumatorilor lansând varianta Light. Noul slogan: „Răcorește-te ușor!” - The Light refreshment!
Până la jumătatea deceniului șase Pepsi ajunsese să posede aproape 150 de fabrici de îmbuteliere în 61 de țări. În 1958, are loc o nouă repoziționare. Considerată o băutură ieftină datorită poziționării îndelungate ca brand „economic”, Pepsi dorește cu tema „Împrietenește-te cu Pepsi” . O nouă sticlă cu un design nou este lansată.
În 1961, Harvey C. Russell se angajează la Pepsi-Cola, devenind primul afro-american vice-președinte al unei mari corporații. Are loc o nouă repoziționare a Pepsi în cadrul consumatorilor, cu tema „Pepsi este pentru cei care gândesc tinerește” . Noua temă definește tinerețea mai degrabă ca o stare a minții decât din punct de vedere cronologic.
În 1962 are loc reproiectarea capacelor cu noul logo, al șaselea din istoria Pepsi și lansarea campaniei „Pepsi Generation” . Anul următor, Pepsi intră încă o dată în istoria publicității prin identificarea unui produs nu prin calitățile sale, ci prin stilul de viață al consumatorilor.
Un nou produs, Diet Pepsi apare în 1964, iar în anul următor are loc prima extindere în afara zonei clasice de activitate, băuturile răcoritoare. PepsiCola se unește cu Fritto-Lay din Dallas, Texas, formând PepsiCo. Inc. Mountain Dew - o companie regională achiziționată de Pepsi – lansează prima sa campanie, „Ya-hoo Mountain Dew - Te gâdilă pe dinăuntru” .
În 1966 apare prima campanie independentă pentru Diet Pepsi, „GirlWatchers” , care elogiază beneficiile băuturii răcoritoare cu puține calorii. Cum studiile de piață au indicat superioritatea gustului Pepsi când este rece, se lansează o nouă campanie care ține cont de acest lucru, integrându-se însă în ideile de bază ale campaniilor precedente, care evidențiau că Pepsi este alegerea celor tineri. În 1969 se introduce noul slogan: Ai mult de trăit, iar Pepsi mult de dăruit! Anul următor, în 1970, Pepsi își mută din nou cartierul general din New York în Purchase, N.Y. Noul sediu este o clădire construită de unul dintre cei mai proeminenți arhitecți americani, Edward Durell (1908-1978).
În 1972, se semnează un acord între Pepsi și URSS pentru producerea Pepsi Cola în lagărul comunist. Prima fabrică se deschide în 1974. În 1973, are loc o nouă schimbare a logo-ului, a șaptea din istorie.
Anul 1975 aduce noutăți importante. Apare primul Pepsi cu gust de lămâie și sticla de plastic de doi litri. Reclama din 1976 „Puppies”, ce descrie întâlnirea unui copilaș mic de tot cu niște pui de cățeluș chiar mai mici decât el, devine una clasică.

## Parada starurilor
Anii '80 sunt marcați de apariția unor noi produse, sucurile cu fructe, Mandar în Orange Slices devenind băutura carbogazoasă cea mai apreciată în SUA. În 1985 are loc lansarea noului slogan, „Alegerea noii generații” , avându-l ca purtător de imagine pe Michael Jackson. Cele două spoturi ale campaniei au fost declarate „cele mai așteptate spoturi” din cadrul calupului publicitar . În același an, o paradă a starurilor se perindă prin spoturile publicitare Pepsi: Lionel Richie, Tina Turner sau Gloria Estefan. De asemenea, apar glorii sportive ca Joe Montana sau Dan Marino, actorii Teri Garr și Billy Crystal, precum și Michael J. Fox care apare într-un alt spot intrat în arhiva clasică a publicității, „Apartamentul 10G”. În 1986, Pepsi achiziționează 7Up, iar Mountain Dew devine al șaselea cel mai vândut brand de băutură răcoritoare.
După o absență de 27 de ani, Pepsi se reîntoarce în Times Sqare în 1987 cu un bilboard uriaș ce proclamă Pepsi ca fiind „Alegerea Americii”.
În 1989 Pepsi introduce o nouă aromă, Pepsi cu aromă de Zmeură. În 1991 celebrul supermodel Cindy Crawford apare într-o serie de reclame care au intrat în istorie, introducând un nou logo și o nouă atitudine.
În 1995, Pepsi colaborează cu Starbucks, celebru lanț de cafenele, și lansează Mazagran, o băutură carbogazoasă din cafea.
În 1996, cu Pepsi World, PepsiCo își stabilește o prezență excepțională pe internet, devenind unul dintre cele mai vizitate și copiate site-uri.
În 1998, o nouă modificare este adusă logo-ului pregătindu-l pentru aniversarea centenarului, o ceremonie la care au participat George și Barbara Bush, Margaret Thatcher, Walter Cronkite, Ray Charles, Kool and the Gang și Rolling Stones. Ultimul venit în galeria Pepsi este Pepsi Blue, creat de către și pentru adolescenți. Băutura albastră avea să fie marea surpriză care întărește spiritul tânăr al uneia dintre cele mai mari branduri din lume. (C. B.)